# اندیس چماق تپه
چماق تپه یک اندیس غیرفلزی است که در حوالی شهر سنقر استان کرمانشاه قرار دارد و مادهٔ معدنی موجود در آن، میکا است.سنگ میزبان این اندیس ولکانیکی وآهک است و دیرینگی آن به دوران ژوراسیک- کرتاسه می‌رسد. در این اندیس، پاراژنز‌های سیلیس یافت می‌شوند.